# 袁廷玉
袁廷玉（1335年—1410年），名珙，字廷玉，以字行，號柳莊居士。鄞縣（今日寧波）人。明朝相師，返鄉後繞宅種柳，號柳莊。

## 生平
袁珙有異禀，好學能詩，通曉《周易》。一日游海外普陀山，得異僧指點，善於相術。
一日見姚道衍，袁珙說他：“是何異僧！目三角，形如病虎，性必嗜殺，劉秉忠流也。”道衍介紹他給明成祖看相，受到讚賞。
官至太常寺少卿。永樂八年卒。

## 著作
著有《柳莊集》。

## 家族
高祖袁鏞南昌人，是宋朝進士。徒居鄞鄉。
有子袁忠彻。

## 延伸阅读
[在维基数据编辑]
 《國朝獻徵錄·卷之七十》，出自焦竑《國朝獻徵錄》
 《明史卷二百九十九》，出自《明史》